# اینتسلینگن
اینتسلینگن (به آلمانی: Inzlingen) یک شهر در آلمان است که در Lörrach واقع شده‌است. اینتسلینگن ۲٬۴۸۷ نفر جمعیت دارد.